# Poing écrasant un avion de chasse américain
La sculpture du poing écrasant un avion de chasse américain est un monument situé à Misrata, en Libye. Il était autrefois installé dans le complexe de Bab al-Azizia, dans la capitale libyenne, Tripoli. La sculpture est une commande de l'ancien chef d’État du pays, le colonel Mouammar Kadhafi, à la suite du bombardement de la Libye en 1986 par des avions américains. Il représente un bras dont la main brise un avion de combat. Il a possiblement été conçu pour symboliser la destruction d'un F-111 américain par les unités anti-aériennes libyennes lors du bombardement de 1986.
Pendant la guerre civile libyenne de 2011, Kadhafi s'est mis en scène à côté de la sculpture durant ses discours télévisés des 22 février et 20 mars 2011, à l'occasion desquels il a juré de « mourir en martyr » pour empêcher les rebelles antigouvernementaux de vaincre.
Le 23 août, au plus fort de la bataille de Tripoli, les rebelles du Conseil national de transition ont pénétré dans l'enceinte de la caserne Bab al-Azizia et les chaînes d'information internationales ont diffusé des images de rebelles rassemblés autour de la statue, un combattant grimpant sur le monument. Des graffitis ont été tracés sur sa base par les forces rebelles. À un moment donné, le drapeau américain et les initiales USA avaient été retirés de la représentation de l'avion.
Depuis 2012, la sculpture est exposée au Musée de la guerre de Misrata.